# ペット&ファミリー損害保険
ペット&ファミリー損害保険株式会社（ペットアンドファミリーそんがいほけん、英語: Pet & Family Insurance Co., Ltd.）は、日本の損害保険会社の一つ。ペット保険を専門に取り扱っている。

## 概要
日本で初めてペット保険（共済）を開発・販売した「日本ペットオーナーズクラブ」が、将来の保険業法改正を見越して2003年（平成15年）8月に設立した準備会社「日本ファミリー保険企画」が直接の前身。その後、2006年（平成18年）4月の改正保険業法施行を受けて、新設された”少額短期保険業者”として登録すべく申請、同年11月に登録認可。日本初となるペット保険専業の少額短期保険会社の誕生となった。
翌2007年（平成19年）の1月にT&Dホールディングスの傘下に入ると共に「ペット&ファミリー少額短期保険」に社名変更、同年4月にペット&ファミリーとして最初のペット保険商品を発売した。その後、2008年（平成20年）12月にT&Dホールディングスの完全子会社化。そして、2018年（平成30年）4月にT&Dホールディングスの社長に就任した上原弘久の肝煎りもあり、2019年（平成31年）4月1日に損害保険業免許を取得、同時に社名を「ペット＆ファミリー損害保険」に改め、損保会社として新たなスタートを切った。

## 創業に至る経緯
当企業の母体組織で、外資系大手損保を退職してまでもペット保険の開発に邁進していた野川亮輔が1993年（平成5年）に設立した会員制組織「日本ペットオーナーズクラブ」が、その設立から2年経過した1995年（平成7年）に日本初のペット保険となる｢ペット入院共済制度｣を販売を開始。1998年（平成10年）にそのペット保険の販売を手がけるための会社組織を立ち上げた。
2003年（平成15年）になると、いわゆる「無認可共済」の発展に伴う金融庁や財務局への照会・問い合わせの急増等を背景に「無認可共済」に対する法律基準の明確化を保険業界が国に対し要望する等、保険業法改正に向けた動きを見せ始めた。
このような状況に対し、「無認可共済」として存在していた日本ペットオーナーズクラブは早速、損害保険会社化を念頭に準備会社「日本ファミリー保険企画」を設立。日本ファミリー保険企画は、2006年（平成18年）4月に改正保険業法が施行されたのを受けて、法改正で新設された”少額短期保険業者”としての登録を申請し、同年11月に少額短期保険業者として登録。ここに日本初のペット保険を取り扱う少額短期保険業者が誕生した。
登録から約2ヶ月後の2007年（平成19年）1月、T&Dホールディングスからの出資を受けると共に、社名を「ペット&ファミリー少額短期保険」に変更。野川はその初代社長として2008年（平成20年）6月まで務めている。

## 沿革
以下は、創業後に加え、母体組織「日本ペットオーナーズクラブ」の設立からの沿革のうちペット&ファミリーに関係する事項も列挙している。
- 1995年（平成7年）10月 - 日本ペットオーナーズクラブが、日本で初めて犬と猫を対象としたペット健康保険「ペット入院共済制度」の販売を開始
- 1998年（平成10年）12月 - ペット健康保険の本格展開を目指して「株式会社日本ペットオーナーズクラブ」を設立
- 2003年（平成15年）8月8日 - 保険会社化を目指して準備会社「日本ファミリー保険企画株式会社」を設立。[2]
- 2006年（平成18年）
  - 4月 - 関東財務局にペット共済事業者として特定保険業者の届出を実施
  - 11月 - 関東財務局が準備会社「日本ファミリー保険企画株式会社」を少額短期保険業者として認可・登録《登録番号「関東財務局長（少額短期保険）第2号」》
- 2007年（平成19年）
  - 1月5日 - 商号を「ペット&ファミリー少額短期保険株式会社」に変更。併せて、T&Dホールディングスから15億円の出資を受け、同HDの連結子会社となる。
  - 4月2日 - ペットの医療保険『ペット保険（葬儀費用保険金担保特約付）』販売開始[8][19]
- 2008年（平成20年）
  - 10月20日 - ペット保険『げんきナンバーわん』販売開始
  - 11月中旬 - インターネット上に於ける加入受付開始[19]
  - 12月1日 - T&Dホールディングスとの株式交換により、同社の完全子会社（出資比率100%）となる。
- 2009年（平成21年）
  - 1月末 - 『ペット保険（葬儀費用保険金担保特約付）』販売終了[19]
- 2019年（平成31年～令和元年）
  - 4月1日 - 損害保険業免許を取得、同時に「ペット&ファミリー損害保険」に社名変更

## 保険について

### 取扱商品
2019年10月時点で、以下に列挙する4商品が販売されている。
げんきナンバーわん
げんきナンバーわんスリム
何れも満7歳以下の犬・猫が対象で、入院・手術・通院について補償。補償割合により「プラン70（補償割合70％）」と「プラン50（補償割合50％）」の2プランが設定されている。両者間の相違は、「スリム」では入院および通院について1日あたり3千円の免責が設定されていること〔レギュラータイプは免責設定無し〕、そして傷病のうち”股関節脱臼・膝関節脱臼・膝蓋骨脱臼（亜脱臼を含む）”について、レギュラータイプでは交通事故を直接の原因とするものに補償を限定しているのに対し、「スリム」では保険加入後に発症したものであれば、先天性のものも含めて、診断内容・一般獣医学情報等から支払い可否を総合的に判断することになっている。
げんきナンバーわんエル
満0歳の犬・猫が対象。前出のレギュラータイプと同様に入院・手術・通院について補償されるが、加入から最初の1ヶ月間のみ全額補償（但し合計20万円以内）となり、2ヶ月目以降は前出レギュラータイプと同様の補償内容となる。加えて時間外診療費・往診料も補償される他、先天性疾患も補償対象となっている。
げんきナンバーわんプロ
前出「エル」と同様、満0歳の犬・猫が対象。補償内容等はほぼ「エル」と同様となっているが、ペットショップ等の動物取扱業者が動物の譲受（購入）者に対して、最初の1ヶ月分について無償提供する形がとられる《加入手続きは必要》。譲受者は無償提供期間内に保険契約を改めて申し込むことによって2ヶ月目以降も補償を継続させることが出来る。

#### 保険期間、取扱箇所ほか
現行の保険商品については、何れも保険期間は1年で、満期が到来しても保険契約者から解約等の届け出が無い限り、契約は更新（継続）される。
公式サイト上では現在、上記4商品のうち「げんきナンバーわん（レギュラー）」と「スリム」のみ資料請求を行うことが出来、「スリム」に限っては契約申込みも出来るようになっている。
一方、満0歳の犬・猫が対象となる「エル」と「プロ」の2商品についてはペットショップ等動物取扱業者に於いてのみの取扱となっており、公式サイト上には、2019年10月時点に於いて、商品案内も含めて一切掲載されていない。更に、ネット上からでも資料請求可能となっているレギュラータイプについても、ペットショップ等代理店店頭では前記「プラン70」・「プラン50」に加えて「プラン80（補償割合80％）」の取扱も為されており、「プラン80」の保険料一覧も掲載された募集パンフレットも存在する。

### 保険金請求
ペット&ファミリーでは保険金請求手段として、ペット保険に於ける保険金請求手段としては一般的とされている、動物病院窓口で一旦全額を支払った上でペット&ファミリーに直接請求、後日に加入プランごとに規定された補償割合分を指定口座に振り込む「直接（後日）請求」と、提携する動物病院の窓口に於いて保険証券等を提示することで加入プランごとに規定された自己負担分のみの支払いで済ませることが出来る「窓口精算」の2通りが用意されている。
「窓口精算」に対応する保険商品・プランには保険証券に加えてカード型の「ペット保険加入証」も発行されるが、公式サイト上から資料請求あるいは契約申込が出来るレギュラータイプと「スリム」の2商品については何れも「窓口精算」に対応していない《レギュラータイプについては一部の提携動物病院に於いてのみ「窓口精算」利用可だが「ペット保険加入証」発行の対象外》。
なお、「窓口精算」にも対応しているペット&ファミリー提携動物病院の数は、2019年5月21日時点で、171ヵ所となっている《予約代行等ポータルサイト『EPARK』登録ベース》。

## 不祥事
2013年5月24日の午前3時10分から9時14分にかけて、ペット&ファミリーの公式サイトに対して不正アクセスが行われ、その一部が改ざんされていたことが明らかになった。当該時間帯には公式サイトに25件のアクセス（訪問）があり、閲覧した場合にはウイルス感染の可能性があったと告知。ペット&ファミリーでは、当該時間帯に訪問したユーザーに対してウイルスチェックを行うよう呼びかけると共に、公式サイト自体の修復を実施した。なお、この不正アクセスによる顧客情報流出は無かった、としている。

## その他特記事項

### ペット飼い主の三憲章
2009年（平成21年）8月頃まで、ペット&ファミリーの公式サイト上には、以下に示す『ペット飼い主の三憲章』と称される標語が掲載されていた。
| 1 | コンパニオン・アニマルとして、一生、ペットを大切にします （ペットへの愛情が、ペットとあなたとの信頼関係を築く第一歩です） |
| 2 | ペットのしつけをおろそかにせず、マナーを守ります。 （ペットは飼い主を選べません。飼い主のモラルが必要不可欠です）         |
| 3 | ペットの健康診断を、定期的に受診します。 （ペットの病気を治すのは獣医師さんですが、見つけるのはあなたです）               |

ペット&ファミリーでは、2007年（平成19年）4月のペット医療保険「ペット保険」販売開始の当初、上記『ペット飼い主の三憲章』について「ペットの飼い主には、3つの重要な原則（憲章）があると考えます。それが、私たちペット&ファミリー保険が考える『ペット飼い主の三憲章』です。」という言葉を添えている。同時に「シュバイツァー博士の提唱された『すべての生命に尊厳を！』を保険事業の原点」に位置づけていることも明言している。

### 広告活動
2017年（平成29年）1月に開業10周年を迎えることを記念し、前年にあたる2016年（平成28年）の1月より都営地下鉄全4路線（三田線・浅草線・新宿線・大江戸線）で”つり革広告年間ジャック”を実施した。具体的には、路線ごとに各1車両分のつり革全てを借り切り、そのつり革の手すり部すぐ上に装着される広告スペースを使ってペット&ファミリーの広告を打つというものだった。